# Aiyim Abdildina
Aiyim Abdildina (en kazajo: Айым Абдильдина; provincia de Akmola, 23 de diciembre de 1989) es una luchadora kazaja de lucha libre. Compitió en cuatro campeonatos mundiales. Se clasificó en la quinta posición en 2010. Ganó la medalla de bronce en los Juegos Asiáticos de 2010; séptima posición en 2014. Consiguió seis medallas en Campeonatos Asiáticos, de plata en 2016 y de bronce en 2009, 2011, 2012, 2014 y 2015. Dos veces representó a su país en la Copa del Mundo, en 2011 clasificándose en la novena posición y consiguiendo un 11.º puesto en 2012.